# Sur la voie
Pour plus de détails, voir Fiche technique et Distribution.
Sur la voie est un documentaire français réalisé par Pierre Creton, sorti en 2013.

## Fiche technique
- Titre : Secteur 545
- Réalisation : Pierre Creton
- Scénario : Pierre Creton
- Photographie : Pierre Creton
- Son : Pierre Creton
- Montage : Ariane Doublet
- Société de production : Independencia Productions
- Pays d’origine :  France
- Durée : 85 minutes
- Date de sortie : France, 4 juillet 2013

## Distribution
- Pierre Lambert
- Yassine Qnia

## Sélections
- 2013 : FIDMarseille[1]